# 三丁目防衛軍
『三丁目防衛軍』（さんちょうめぼうえいぐん）は、喜国雅彦による日本のギャグ漫画作品。『週刊ヤングサンデー』（小学館）にて連載されていた。

## あらすじ
合同企業説明会に友人と訪れた青年高松良男は、特撮ヒーローのような制服を着た人達が座っているブースについ目を向けてしまう。そこは地球防衛軍と名乗る集団であった。隊長と名乗る男の説得につい納得し入隊を承諾してしまった高松は、彼らの本部を訪れる。しかしそこにあるのは地球防衛軍という看板をあげた八百屋であった。表は八百屋、裏の姿は地球を守る秘密組織。高松の地球防衛軍での苦難に満ちた活動が始まる…

## 登場人物

### 地球防衛軍
高松良男
この作品の主人公。地球防衛軍に「うっかり」入隊してしまった若者。すぐに辞めるつもりだったが、隊長の娘のウメちゃんに一目惚れしてしまい、ずるずると居座ることに。真面目な青年ではあるが、人の話に乗りやすく、隊長達にいいように操られ、ずるずると地球防衛軍に居続けることになる。一度、地球防衛軍を遁走してふとしたきっかけからバンド活動を始めたところ、眠っていた音楽の才能が開花しメガヒットを連発させ世界的スターになったことがある。最終的には2代目地球防衛軍隊長となるらしい。
隊長（東村山忠吉）
地球防衛軍の隊長にして八百屋の親父。つねにギャグをかまし、また非常に下品な行動を取るが、実は非常に高い知性と作戦能力を持っており、世界各国の首脳とも直にやり取りができるほど諜報社会にも通じている。最終回で本名が「マサオ」であることが明らかになる。
美島
地球防衛軍のメンバー。天才的頭脳を持つ美青年であり、彼の発明は世界の歴史を変えかねないため秘密組織から命を狙われるほどである。一度暗殺されかけたことによるショックで頭脳に異常をきたし、普段は「ただの馬鹿」になってしまっているが、理性を忘れるほど興奮することにより(つまり勃起)その制限が外れ天才的能力が開花する。しかし彼は「変わった性的嗜好」の持ち主であり、興奮するためには「高松の協力」が必要である。
杉本
地球防衛軍のメンバー。紅一点のグラマーな美女だが、露出狂である。所構わず肌を露出し、お色気を武器にするが、事件の解決にそれが役に立つことはほとんどない。
ウメちゃん（東村山ウメ）
隊長の娘。女子高生。地球防衛軍のメンバーではないが、結局は事件に巻き込まれる。高松のことを憎からず思っている。最終的には高松と結婚することになるらしい。母親ミサコは怪獣に街が襲われた時、彼女を救うために命を落とした。
ミコちゃん
美島の発明した薬品の効果で巨大化し、知性を持ったミジンコ。杉本に気に入られ、そのまま地球防衛軍のメンバーになる。ミジンコだが真面目で頭は良く、高松と特に気が合い、2人で事件を解決したこともある。実はメスであり、物語終盤で卵を産んだ。
苫篠（ミケーレ・トマシーノ）
イタリアから地球防衛軍の評判を聞いて押し掛け入隊してきた6人目の男。しかし地球防衛軍本部についてすぐ事故に遭い、死亡する（が、異常な強運により助かり、また地球防衛軍に現れることを繰り返す）。正体はイタリアマフィアの跡取り息子。

### 敵など
X星人
地球侵略を狙う宇宙人。彼らのコンピュータがはじき出した地球征服の最大の障害は地球防衛軍であり、特に美島の頭脳である。よって美島をおびき出し殺害するために高松を誘拐するが、高松の攻撃を受けて撃退される。
ギャグ星人
あまりにギャグ漫画を舐めた態度を取る隊長達に怒って登場し、「ギャグ世界」に彼らを落とし込む。
地球侵略軍
人々をアダルトビデオで堕落させるためにアダルトビデオ店を開店、危うく隊長達も陥落しそうになるが、杉本の活躍で撃退される。
クメガワ星人
自称宇宙一不幸な男。彼に取り付かれた者はその貧乏神効果で不幸のどん底に陥る。しかし苫篠の強運と相殺されて救われる。